# Concetto Maugeri
Concetto Maugeri (Catania, 20 maggio 1919 – Roma, 11 luglio 1951) è stato un artista italiano.

## Biografia
Nasce a Catania nel 1919, nel 1937 si trasferisce a Roma ove frequenta l'Accademia di belle arti e si interessa per la Scuola romana.
Con Accardi, Attardi, Consagra, Dorazio, Perilli, Sanfilippo e Turcato, partecipa al movimento di avanguardia artistica Gruppo Forma 1 di ispirazione marxista
Nel 1948 partecipa alla Rassegna nazionale di arti figurative (V Quadriennale Nazionale d'Arte) di Roma.
Muore a Roma nel 1951, a soli 32 anni.